# سیارک ۲۱۲۵
سیارک ۲۱۲۵ (به انگلیسی: 2125 Karl-Ontjes، نامگذاری:2005P-L) دو هزار و صد و بیست و پنجمین سیارک کشف شده‌است که در ۲۴ سپتامبر ۱۹۶۰ کشف شد.
قدر مطلق سیارک برابر ۱۲٫۴۰ است.